# Martina Fidanza
Martina Fidanza   (Ponte San Pietro, 5 de novembre de 1999) és una ciclista italiana de pista i carretera que actualment corre per a l'equip Team Visma - Lease a Bike en categoria UCI Women’s WorldTeam. És filla del també ciclista Giovanni Fidanza i la seva germana Arianna Fidanza.
Les seves millors victòries són en la disciplina de pista on ha estat Campiona del Món i d'Europa en diferents modalitats. Actualment està més centrada en carretera com a velocista.

## Palmarès

### Pista
- 2017
  -  Campiona del món de ciclisme en pista júnior en scratch
  -  Campiona del món de ciclisme en pista júnior en persecució per equips
  -  Campiona d'Europa de ciclisme en pista júnior en scratch
  -  Campiona d'Europa de ciclisme en pista júnior en persecució per equips
- 2020
  -  Campiona d'Europa de ciclisme en pista en scratch
  -  Campiona d'Europa de ciclisme en pista sub-23 en scratch
  -  Campiona d'Europa de ciclisme en pista sub-23 en persecució per equips
  -  Campiona d'Europa de ciclisme en pista sub-23 en madison
- 2021
  -  Campiona del món de ciclisme en pista en scratch
  -  Campiona d'Europa de ciclisme en pista sub-23 en scratch
  -  Campiona d'Europa de ciclisme en pista sub-23 en persecució per equips
- 2022
  -  Campiona del món de ciclisme en pista en scratch
  -  Campiona del món de ciclisme en pista en persecució per equips

### Carretera
- 2017
  - Pròleg i vencedora d'una etapa al Tour de Campanie
- 2019
  - Pròleg i vencedora d'una etapa al Tour de Campanie
  - 1a a la Coppa Caivano
  - 1a al Giro della Provincia di Pordenone
- 2022
  - Vencedora d'una etapa al Giro de Toscana-Memorial Michela Fanini
- 2023
  - 1a a la Volta a Mouscron
- 2024
  - 1a al Gran Premi Mazda Schelkens
  - Vencedora de dues etapes a la Volta a Turíngia femenina
- 2025
  - 1a al Gran Premi Elsy Jacobs à Luxembourg
  - 1a al Trofeu Maarten Wynants
  - Vencedora d'una etapa a la Baloise Ladies Tour